# Uzès
Uzès település Franciaországban, Gard megyében. Lakosainak száma 8360 fő (2022. január 1.). Uzès Arpaillargues-et-Aureillac, Blauzac, Montaren-et-Saint-Médiers, Saint-Maximin, Saint-Quentin-la-Poterie, Saint-Siffret és Sanilhac-Sagriès községekkel határos.

## Népesség
A település népessége az elmúlt években az alábbi módon változott:
| Lakosok száma | 6851 | 7525 | 8007 | 7935 | 8573 | 8540 | 8454 | 8420 | 8390 | 8360 |
|               | 1968 | 1982 | 1999 | 2006 | 2013 | 2015 | 2017 | 2018 | 2020 | 2022 |